# Руанда на літніх Олімпійських іграх 2016
Руанда на літніх Олімпійських іграх 2016 була представлена 7 спортсменами в 3 видах спорту. Жодної медалі олімпійці Руанди не завоювали.

## Спортсмени
| Дисципліна     | Чоловіки | Жінки | Разом |
| -------------- | -------- | ----- | ----- |
| Легка атлетика | 1        | 2     | 3     |
| Велоспорт      | 2        | 0     | 2     |
| Плавання       | 1        | 1     | 2     |
| Разом          | 4        | 3     | 7     |

## Легка атлетика
Легенда
- Note – для трекових дисциплін місце вказане лише для забігу, в якому взяв участь спортсмен
- Q = пройшов у наступне коло напряму
- q = пройшов у наступне коло за добором (для трекових дисциплін - найшвидші часи серед тих, хто не пройшов напряму; для технічних дисциплін - увійшов до визначеної кількості фіналістів за місцем якщо напряму пройшло менше спортсменів, ніж визначена кількість)
- NR = Національний рекорд
- N/A = Коло відсутнє у цій дисципліні
- Bye = спортсменові не потрібно змагатися у цьому колі

Трекові і шосейні дисципліни
| Спортсмен           | Дисципліна                  | Фінал     | Фінал |
| Спортсмен           | Дисципліна                  | Результат | Місце |
| ------------------- | --------------------------- | --------- | ----- |
| Амбруаз Увіраджіе   | марафонський біг (чоловіки) | 2:25:57   | 99    |
| Клодетт Мукасакінді | марафонський біг (жінки)    | 3:05:57   | 126   |
| Саломе Ньїрарукундо | біг на 10000 метрів (жінки) | 32:07.80  | 27    |

## Велоспорт

### Шосе
| Спортсмен       | Дисципліна                       | Час          | Місце        |
| --------------- | -------------------------------- | ------------ | ------------ |
| Адрієн Ніоншуті | Групова шосейна гонка (чоловіки) | Не фінішував | Не фінішував |

### Маунтінбайк
| Спортсмен        | Дисципліна             | Час          | Місце |
| ---------------- | ---------------------- | ------------ | ----- |
| Нейтан Бюкусенге | маунтінбайк (чоловіки) | LAP (3 laps) | 41    |

## Плавання
| Спортсмен        | Дисципліна                          | Попередній заплив | Попередній заплив | Півфінал         | Півфінал         | Фінал            | Фінал            |
| Спортсмен        | Дисципліна                          | Час               | Місце             | Час              | Місце            | Час              | Місце            |
| ---------------- | ----------------------------------- | ----------------- | ----------------- | ---------------- | ---------------- | ---------------- | ---------------- |
| Елой Іманірагуа  | 50 метрів вільним стилем (чоловіки) | 26.43             | 68                | Завершив виступ  | Завершив виступ  | Завершив виступ  | Завершив виступ  |
| Джоанна Умурунгі | 100 метрів батерфляєм (жінки)       | 1:11.92           | 44                | Завершила виступ | Завершила виступ | Завершила виступ | Завершила виступ |